# 島田琢郎
島田 琢郎（しまだ たくろう、1926年8月28日 - 2006年10月9日）は、日本の政治家（元日本社会党衆議院議員）。北海道出身。

## 略歴
1944年美幌農林学校（現・北海道美幌高等学校）林業科卒業。北海道湧別町議会議員を経て、1972年の第33回衆議院議員総選挙に旧北海道5区から社会党公認で立候補し初当選。連続当選5回。酪農業を営んだ経験から農政に明るく、党の農林政策委員長などを務めた。1986年の第38回衆議院議員総選挙で落選し、政界から引退。
1998年4月の春の叙勲で勲二等に叙され、瑞宝章を受章する。
2006年10月9日、急性心筋梗塞のため北海道遠軽町の病院で死去。80歳没。死没日付をもって従四位に叙された。